# 3881-es busz
A 3881-es jelzésű autóbuszvonal egy Nyíregyháza és Sátoraljaújhely között közlekedő helyközi járat, amelyet a Volánbusz Zrt. üzemeltet tanévben pénteken és vasárnap, Tokaj érintésével.

## Útvonala
Nyíregyháza autóbusz-állomásról indul. A 38-as főúton indul el Nyírtelek felé. Mindössze a vonal 27. kilométerénél, Rakamaz vasútállomásánál van az 1. megállója. Nyugat felé először a Tiszán halad át, majd Tokajt éri el. A borvidékéről híres terület északi részét súrolja Bodrogkeresztúr, majd Bodrogkisfalud. Szegi és Szegilong községek után Olaszliszkára érkezik. Vámosújfaluban helyezkedik el a környék egyik vasútállomása, az Olaszliszka-Tolcsva vasútállomás, viszont nem nyújt csatlakozást egyik irányban sem. Sárazsadánynak mindössze a határában halad el, a zempléni térség egyik legnagyobb városát, Sárospatakot a járat a 37-es főúttal párhuzamosan futó 3801-es mellékúton közelíti meg, mindössze Bodrogolaszi előzi meg és az egykori, ma már a településhez csatolt Bodroghalász. Az állomásra 1 pár érkezik, 1 darab gyorsjáratként a 37-es főúton, majd a Várhegyen keresztül Sátoraljaújhelyre ér, a vonal vége a vasútállomása.
Ellentétes irányban Sárospatakról indul legközelebb. Útvonala változatlan.

## Közlekedése
Indításszáma alacsony, tanévben közlekedik pénteken és vasárnap. Teljes útvonalán az 1449-es országos vonal fut.
| Útvonal                                       | Indításszáma | Közlekedése       |
| --------------------------------------------- | ------------ | ----------------- |
| Nyíregyháza, aut. áll. – Sárospatak, vá.      | 1 pár        | tanévben pénteken |
| Nyíregyháza, aut. áll. ➝ Sátoraljaújhely, vá. | 1 oda        | tanévben vasárnap |

## Megállóhelyei
| 0  | Nyíregyháza, autóbusz-állomás végállomás               | 0.0 km  | 1, 1A, 2, 3, 3A, 4, 12, 24, 30, 30A, 90, 90E, 91, H30, H31, H35, H40 1369, 1371, 1426, 1427, 1428, 1446, 1449 3877, 4200, 4201, 4202, 4203, 4205, 4206, 4207, 4208, 4209, 4210, 4211, 4212, 4213, 4214, 4215, 4216, 4217, 4218, 4219, 4220, 4221, 4222, 4224, 4225, 4231, 4232, 4233, 4234, 4235, 4236, 4237, 4238, 4239, 4240, 4241, 4242, 4243, 4248, 4250, 4253, 4271, 4281, 4282, 4290, 4291, 4304, 4381 |
| 1  | Rakamaz, vasútállomás                                  | 26.7 km | 1449 4243, 4244, 4245, 4246 gyorsvonat, Tokaj InterCity, személyvonat – Rakamaz [100c] |
| 2  | Rakamaz, városháza                                     | 27.5 km | 1449 4243, 4245, 4246 |
| 3  | Tokaj, Mosolygó utca 1. (↓) Tokaj, Serház utca 38. (↑) | 32.4 km | 1449 3807, 3808, 3853, 3874, 3885, 3892, 3895, 3896, 4243 |
| 4  | Tokaj, kereskedelmi szakmunkás szakközépiskola         | 34.2 km | 1449 3807, 3808, 3853, 3874, 3885, 3892, 3895, 3896, 4243 |
| 5  | Tokaj, egészségügyi központ                            | 34.8 km | 1449 3807, 3808, 3853, 3874, 3885, 3892, 3895, 3896, 4243 |
| 6  | Bodrogkeresztúr, tarcali elágazás                      | 38.3 km | 1449 3874, 3885, 3892, 3895 |
| 7  | Bodrogkeresztúr, községháza                            | 38.8 km | 1449 3874, 3885, 3892, 3895 |
| 8  | Bodrogkeresztúr, Kossuth utca 20.                      | 40.2 km | 1449 3874, 3885, 3892, 3895 |
| 9  | Bodrogkeresztúr, vasútállomás                          | 41.1 km | 1449 3874, 3885, 3892 Zemplén InterCity, személyvonat – Bodrogkeresztúr [80.] |
| 10 | Bodrogkisfalud bejárati út                             | 41.7 km | 1449 3874, 3885 |
| 11 | Bodrogkisfalud, Hunyadi út                             | 42.4 km | 1449 3874, 3885 |
| 12 | Szegi, felső                                           | 43.4 km | 1449 3874, 3885 |
| 13 | Szegi, vegyesbolt                                      | 44.1 km | 1449 3874, 3885 |
| 14 | Szegi, Alkotmány utca 74.                              | 45.0 km | 1449 3874, 3885 személyvonat – Szegi [80.] |
| 15 | Szegilong, községháza                                  | 46.9 km | 1449 3874, 3885 Zemplén InterCity, személyvonat – Erdőbénye [80.] |
| 16 | Olaszliszka, Kossuth utca 117.                         | 49.8 km | 1449 3868, 3885, 3890 |
| 17 | Olaszliszka, vegyesbolt                                | 50.2 km | 1449 3868, 3885, 3890 |
| 18 | Olaszliszka, községháza                                | 50.9 km | 1449 3868, 3885, 3890 |
| 19 | Olaszliszka, felső                                     | 51.6 km | 1449 3868, 3885, 3890 |
| 20 | Vámosújfalu, Kossuth utca 93.                          | 52.2 km | 1449 3868, 3885, 3890 |
| 21 | Olaszliszka-Tolcsva vasútállomás                       | 52.8 km | 1449 3868, 3884, 3885, 3890, 3891 Füzér InterCity, Zemplén InterCity, személyvonat – Olaszliszka-Tolcsva [80.] |
| 22 | Vámosújfalu, vegyesbolt                                | 53.2 km | 1449 3729, 3884, 3885, 3891 |
| 23 | Sárazsadány alsó bejárati út                           | 55.3 km | 1449 3729, 3884, 3885 |
| 24 | Sárazsadány felső bejárati út                          | 57.0 km | 1449 3729, 3884, 3885 |
| 25 | Bodrogolaszi, iskola                                   | 59.1 km | 1449 3729, 3884, 3885 Zemplén InterCity, személyvonat – Bodrogolaszi [80.] |
| 26 | Bodroghalász bejárati út                               | 62.4 km | 1449 3729, 3884, 3885 |
| 27 | Sárospatak, Arany János utca 107.                      | 62.8 km | 1449 3884, 3885 |
| 28 | Sárospatak, Arany János utca 75.                       | 63.1 km | 1449 3884, 3885 |
| 29 | Sárospatak, Árpád Vezér Gimnázium                      | 63.7 km | 1449 3729, 3884, 3885 |
| 30 | Sárospatak, Bodrog Áruház                              | 64.6 km | 1449 3729, 3869, 3872, 3873, 3875, 3878, 3879, 3880, 3882, 3883, 3884, 3885, 3886, 3888, 3889, 3923 |
| 31 | Sárospatak, vasútállomás vonalközi végállomás          | 65.5 km | 1449 3729, 3869, 3870, 3871, 3872, 3873, 3875, 3878, 3879, 3880, 3882, 3883, 3884, 3885, 3886, 3888, 3889, 3930 Füzér InterCity, Zemplén InterCity, személyvonat – Sárospatak [80.] |
| 32 | Sátoraljaújhely, vasútállomás végállomás               | 77.2 km | 1449 3729, 3870, 3900, 3901, 3903, 3907, 3909, 3919, 3920, 3923, 3925, 3929, 3930 Füzér InterCity, Zemplén InterCity, személyvonat – Sátoraljaújhely [80.] |